# 花的香氣
《花的香氣》（日语：花の匂い），是日本樂團Mr.Children的第1首音樂下載限定單曲。

## 簡介
在前作《HANABI》之後約兩個月發行，是Mr.Children的第一首音樂下載限定的單曲。2008年10月1日開放提供手機片段下載，11月1日開放提供手機全曲下載。
被用作中居正廣、仲間由紀惠主演的東寶系電影《我想成為貝殼》的主題曲，是Mr.Children歌曲自2007年的《啟程之歌》以來再次成為電影主題曲。
歌曲PV首次完全由動畫製作（《HERO》是由粘土動畫製作），整個PV幾乎都是黑白色彩，內容涉及戰爭與戰爭中的家庭悲劇，只有在結尾處才有虛幻版的彩色出現。
《花的香氣》收錄於原創專輯《SUPERMARKET FANTASY》中。

## 曲目
1. 花的香氣（花の匂い）
作詞、作曲：櫻井和壽；編曲：小林武史 & Mr.Children
東宝系電影《我想成為貝殼》（2008年版）的主題曲

## 外部連結
- 歌曲介紹 （页面存档备份，存于） Mr.Children官方網站